# Erigone sagibia
Erigone sagibia là một loài nhện trong họ Linyphiidae.
Loài này thuộc chi Erigone. Erigone sagibia được Embrik Strand miêu tả năm 1918.